# Омо (река, впадает в Рудольф)
О́мо (амх. ኦሞ) — река на юге Эфиопии. Длина — около 760 км.
Река берёт начало в центральной части Эфиопского нагорья, течёт преимущественно на юг, впадает в озеро Рудольф. Высота истока — 1117 м над уровнем моря. Высота устья — 375 м над уровнем моря.
В горах долина Омо узкая, в низовьях сильно расширяется. Русло с резкими уклонами, порожистое. Максимальный расход воды — в период летних дождей. Основные притоки: Гибе и Годжэб.
Верховья дельты Омо лежат в Эфиопии, а низовья — в Кении, при этом к западу от неё находится тройная точка границы с Южным Суданом.

## Гидроэнергетика
Правительством Эфиопии построены в бассейне реки каскада крупных гидроэлектростанций, который должен обеспечить столицу Эфиопии — Аддис-Абебу — бесперебойным энергоснабжением. К работающим ГЭС Гибе I и Гибе II в 2016 году прибавилась ГЭС Гибе III мощностью 1870 МВт, а в 2021 году ГЭС Койса мощностью 2160 МВт.

## Исторические сведения
Первым европейским картографом, описавшим долину реки Омо, считается Витторио Боттего.
В районе посёлка Кибиш на берегу реки Омо обнаружен археологический памятник в формации Омо-Кибиш, известный находками Омо I (упоминается как древнейший представитель Homo sapiens) и Омо II (Homo helmei). Осадочные толщи на западном берегу Омо делятся на 4 формации: Мурси, Нкалабонг, Усно, Шунгура.
Исследование аргоновым методом образцов из горизонта вулканических пеплов (тефры) KHS Tuff, который окончательно перекрывает часть формации Омо-Кибиш, содержащую окаменелость Омо I, позволило уточнить, что источником тефры KHS является игнимбрит горизонта Qi2 вулкана Шала (Shala), извержение которого в Главном эфиопском рифте произошло 233±22 тыс. лет назад.
В предолдувайской формации Шунгура на реке Омо индустрия носит «микролитический» характер.
Археологические памятники в 1980 году стали основанием для включения долины низовья реки Омо в список Всемирного наследия ЮНЕСКО.